# 庫爾戈洛夫斯科耶湖

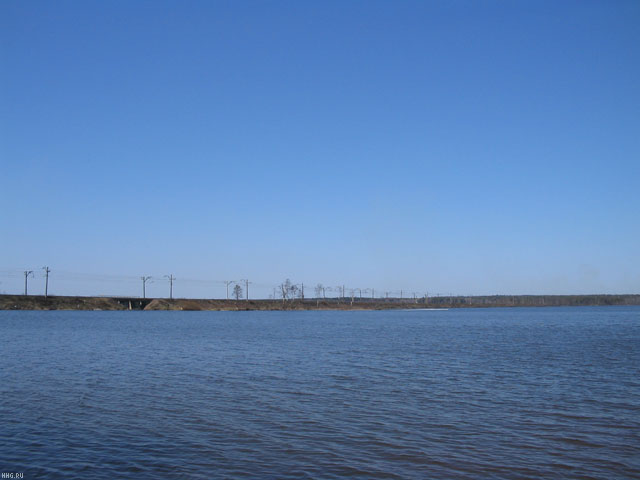

60°10′56″N 30°32′3″E / 60.18222°N 30.53417°E
庫爾戈洛夫斯科耶湖（俄语：Курголовское озеро），是俄羅斯的湖泊，位於該國西北部，由列寧格勒州負責管轄，長1.5公里、寬0.8公里，海拔高度55.7米，平均水深3.9米，最大水深6米。